# RTL 5
RTL 5 – niderlandzki kanał telewizyjny należący do RTL Group. Założony został w 1993 roku. Był piątym holenderskim kanałem w ogóle. Kanał wielokrotnie zmieniał profil. Najpierw kierował swoją ramówkę do młodzieży, później koncentrował się na sporcie, a obecnie zwraca się po trochu do wszystkich pokoleń. Jego najpopularniejszym programem jest JENSEN!, wzorowany na amerykańskim Late-Night-Show.